# Gustiana abditalis
Gustiana abditalis är en fjärilsart som beskrevs av Walker 1858. Gustiana abditalis ingår i släktet Gustiana och familjen nattflyn. Inga underarter finns listade i Catalogue of Life.